# Мосаррия
Мосаррия (порт. Moçarria)  —  район (фрегезия) в Португалии,  входит в округ Сантарен. Является составной частью муниципалитета  Сантарен. Входит в экономико-статистический  субрегион Лезирия-ду-Тежу, который входит в Рибатежу. Население составляет 212 человека на 2001 год. Занимает площадь 12,11 км².